# 오승호
오승호(呉勝浩, 일본어: 呉 勝浩 고 가쓰히로[*], 1981년~)는 대한민국의 추리 소설가이다.
아오모리현 출신의 재일 한국인 3세로, 오사카 예술대학을 졸업했고 2015년 《도덕의 시간》으로 제61회 에도가와 란포상을 수상하며 데뷔했다.

## 작품 목록
- 도덕의 시간(道徳の時間, 2015)
- 로스트(ロスト, 2015)
- 신기루의 개(蜃気楼の犬, 2016)
- 하얀 충동(白い衝動, 2017)
- 라이언 블루(ライオン・ブルー, 2017)
- 마트료시카 블러드(マトリョーシカ・ブラッド, 2018)
- 히나구치 요리코의 최악의 낙하와 자포자기 캐논볼(雛口依子の最低な落下とやけくそキャノンボール, 2018)
- 배드 비트(バッドビート, 2019)
- 스완(スワン, 2019)
- 우리의 노래를 불러라(おれたちの歌をうたえ, 2021)
- 폭탄(爆弾, 2022)
- 멋진 압박(素敵な圧迫, 2023)
- Q(Q, 2023)
- 법정점거 폭탄2(法廷占拠 爆弾2, 2024)